# 자한다르 샤
자한다르 샤(재위:1661년 5월 10일 - 1713년 2월 12일)는 1712년부터 1713년 사이의 짧은 기간 동안 무굴 제국을 통치한 황제였다.
| 전임 바하두르 샤 1세 | 제8대 인도 무굴 제국 황제 1712년 ~ 1713년 | 후임 파루크시야르 |